# 寺田盛紀
寺田 盛紀（てらだ もりき、1950年7月23日- ）は、日本の教育学者、名古屋大学名誉教授。

## 略歴
大阪府生まれ。関西大学社会学部卒、1978年同大学院社会学研究科博士後期課程（産業教育学分野）単位取得退学。1995年「ドイツ職業教育史研究序説 営業令・徒弟制度の展開と義務制職業学校の成立」で教育学博士。
1987年１月金沢大学教育学部助教授。1995年名古屋大学教育学部助教授、1997年教授。2000年教育発達科学研究科教授。2006-08年名古屋大学教育学部長・教育発達科学研究科長。2016年定年退任、名誉教授。

## 著書
- 『近代ドイツ職業教育制度史研究  デュアルシステムの社会史的・教育史的構造』風間書房 1996
- 『ドイツの職業教育・労働教育 インターンシップ教育の1つの源流』大学教育出版 2000
  - 『ドイツの職業教育・キャリア教育 デュアルシステムの伝統と変容 新版』大学教育出版 2003
- 『日本の職業教育 比較と移行の視点に基づく職業教育学』晃洋書房 2009
- 『キャリア教育論 若者のキャリアと職業観の形成』学文社 2014

### 共編著
- 『現代の高校教育改革 日本と諸外国』新海英行,的場正美共編 大学教育出版 199
- 『キャリア形成・就職メカニズムの国際比較 日独米中の学校から職業への移行過程』編著 晃洋書房 2004

### 翻訳
- ヴォルフ・ディートリッヒ・グライネルト『ドイツ職業社会の伝統と変容 職業教育のドイツ的システムの歴史・組織・展望』監訳, 佐々木英一,吉岡いずみ,坂野慎二訳 晃洋書房 1998

## 論文
- <寺田盛紀